# Karatu
Karatu es un valiato de Tanzania perteneciente a la región de Arusha.
En 2012, el valiato tenía una población de 230 166 habitantes, de los cuales 26 617 vivían en el ward de Karatu.
El valiato abarca el espacio comprendido entre el lago Eyasi y el lago Manyara. La localidad se ubica sobre la carretera T17, unos 50 km al oeste de la capital regional Arusha.

## Subdivisiones
Se divide en trece katas:
- Baray
- Buger
- Daa
- Endabash
- Endamarariek
- Kansay
- Karatu
- Mang'ola
- Mbulumbulu
- Oldeani
- Qurus
- Rhotia